# Teoria energetico-pulsionale
In psicoanalisi, la teoria energetico-pulsionale rappresenta la teorizzazione che Sigmund Freud elaborò per spiegare le origini, lo sviluppo e il funzionamento della mente umana. Può essere anche identificata con quella specifica parte che Freud chiamò metapsicologia. Freud escogitò questa teorizzazione dapprima per spiegare la sessualità (pulsione), e poi la estese a tutto il funzionamento psichico. 
Nelle sue opere tardive Freud denominò questa sua teoria "la strega", per indicare una sua pur ambigua ubiquitarietà nella spiegazione dei processi psichici.